# Nicola Pisano

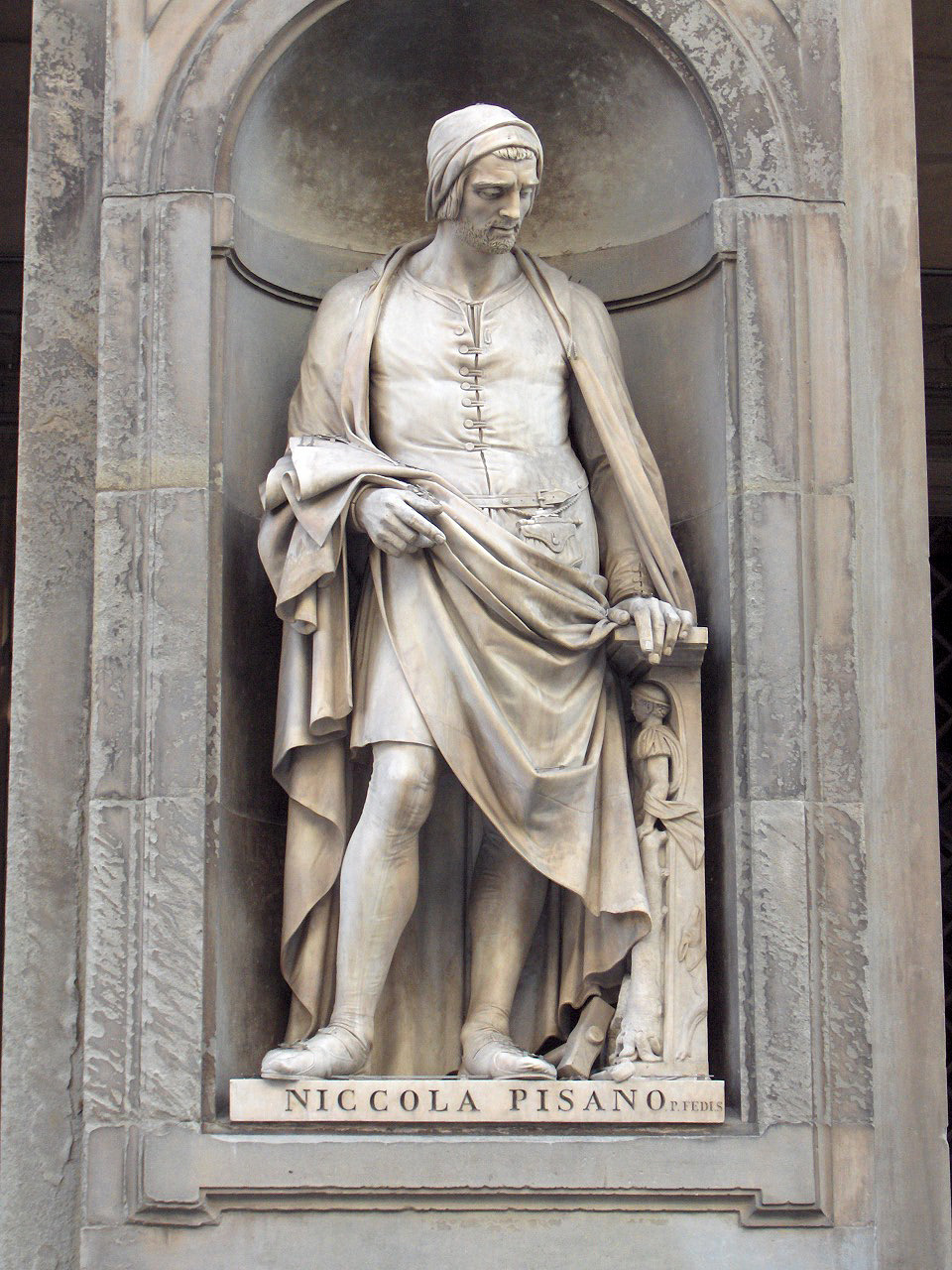
Nicola Pisano, standbeeld in de Uffizi, Florence

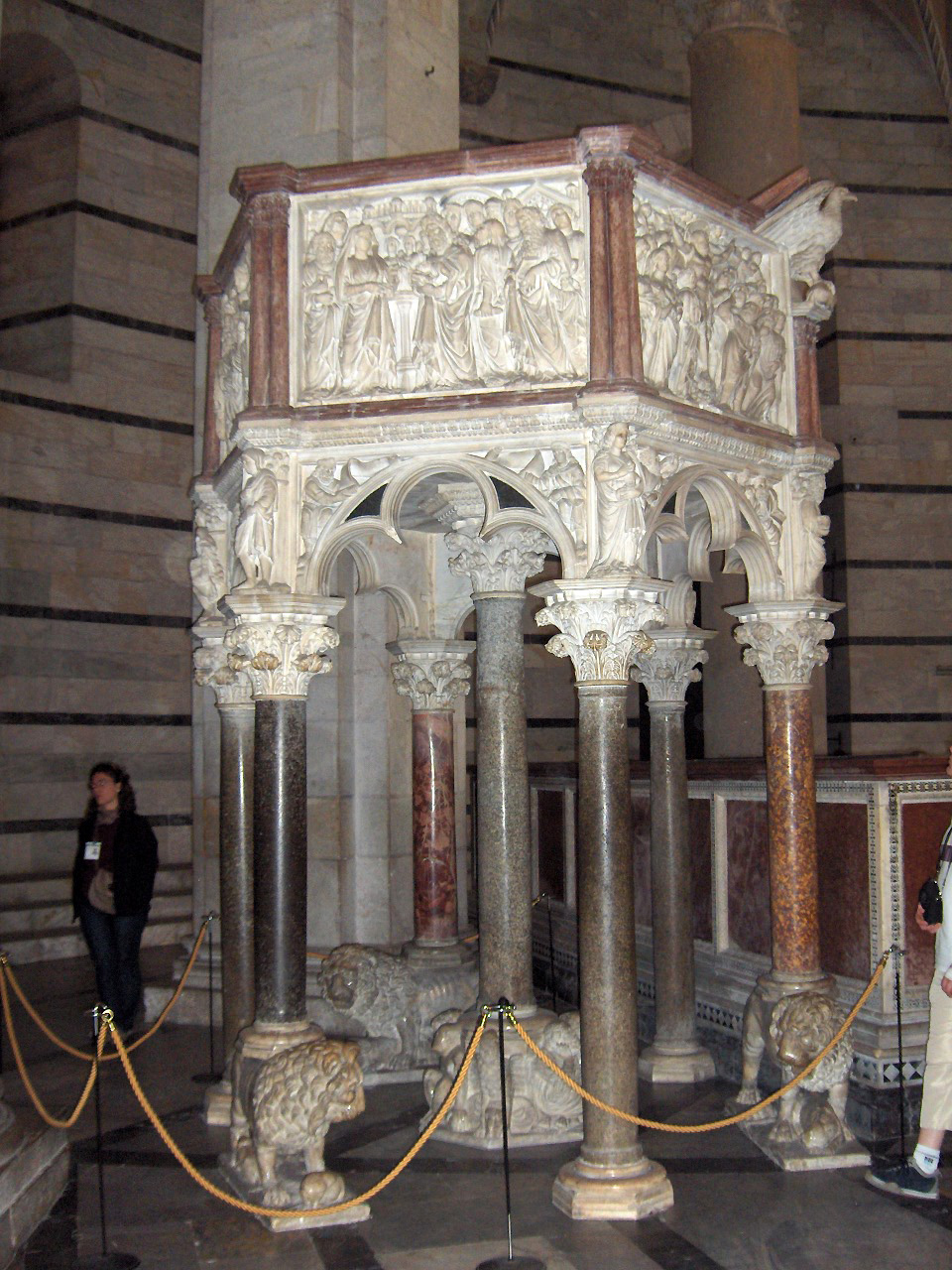
Preekstoel in het Baptisterium (Pisa)

Nicola Pisano (1220 - circa 1278) was een Italiaanse beeldhouwer uit de hooggotiek. Hij geldt als een van de eerste grote Italiaanse beeldhouwers.

## Biografie
Pisano werd vermoedelijk geboren in de Zuid-Italiaanse streek Apulia. Hij is de vader van Giovanni Pisano. Hij werd opgeleid in de werkplaats van keizer Frederik II, in een stijl waarin klassieke elementen met Christelijke tradities werden vermengd. Uit deze periode zijn weinig werken van zijn hand bewaard gebleven.
Zijn eerste grote werk was het marmeren, Zeshoekige preekgestoelte in het Baptisterium in Pisa uit 1259. In september 1265 kreeg hij zijn volgende grote opdracht, wederom een marmeren preekgestoelte, ditmaal voor de kathedraal van Siena. Hij voltooide het werk in 1268, waarmee het het oudst bewaarde kunstwerk uit de kathedraal is. 
In de basiliek van San Domenico te Bologna is in 1268 het lichaam van de heilige Dominicus, de stichter van de dominicanen, in een door Nicola Pisano gebouwd grafmonument geplaatst.
In juli 1273 kreeg hij de opdracht het altaar van San Jacopo in de kathedraal van San Zeno te beeldhouwen. Hij werkte hier samen met zijn zoon Giovanni aan. Het werk is niet bewaard gebleven, want in 1786 werd de kathedraal verwoest.
Zijn laatste grote opdracht was de Fontana Maggiore in Perugia (1277-1278). Opnieuw werkte zijn zoon mee aan de voltooiing van het werk.

## Werken
- Kruisiging, 1265 - 1268,  in de Dom van Siena in Italië
- Diverse werken in het Baptisterium (Pisa)
- Meester van San Martino in het Museum San Matteo in Pisa